# بیلی‌تیس
بیلی‌تیس (Bilitis) یک شاعر زن یونان باستانی بوده است. پیر لوئی آثار او را به فرانسه و شجاع‌الدین شفا از فرانسه به فارسی ترجمه کرده‌است. شفا بعضی از این آثار را به نثر و اشعار تبدل کرد. کتاب ترانه‌های بیلی‌تیس با ترجمهٔ شجاع‌الدین شفا نایاب است.